# Вороновский, Дмитрий Георгиевич
Дмитрий Георгиевич Вороновский (23 мая 1908 года, Новая Бухара — 23 января 1984 года, Ташкент) — советский историк-востоковед. Являлся крупным специалистом в области истории, истории литературы и культуры народов Средней Азии и сопредельных стран Востока

## Биография
Д. Г. Вороновский родился 23 мая 1908 года в Новой Бухаре (Каган). В 1938 году он окончил вечерний Ташкентский педагогический институт иностранных языков (ныне Узбекский государственный университет мировых языков).
Научная деятельность Д. Г. Вороновского началась в 1937 году в отделе комплектования Государственной публичной библиотеки в Ташкенте. В 1942 году он перешёл в восточный отдел той же библиотеки, ставший в 1943 году кадровой основой Института по изучению восточных рукописей (ныне Ташкентский государственный институт востоковедения).
В 1949 году Д. Г. Вороновский защитил кандидатскую диссертацию на тему: «„Гульшан ал-мулук“ Мухаммада Якуба Бухари как ценный источник по истории средневековой Средней Азии».
Будучи крупным специалистом в области истории, истории литературы и культуры народов Средней Азии и сопредельных стран Востока, Д. Г. Вороновский в течение всей своей научной деятельности работал над изучением, научным описанием и каталогизацией богатого рукописного наследия народов Средней Азии и Среднего Востока. Он был одним из активных исполнителей научных описаний, составителей и редакторов серийного аннотированного каталога «Собрание восточных рукописей АН УзССР» (тт. I—VI, VII, X) — коллективного труда, основанного его учителем, профессором А. А. Семёновым. Им составлены также указатели ко всем названным томам и индексы вошедших в них рукописей, опубликованные в приложениях к VIII и X томам СВР.
Плодотворную работу по освоению письменного наследия народов Востока Д. Г. Вороновский сочетал с дальнейшим комплектованием рукописного фонда, активно участвуя в научных экспедициях по выявлению и приобретению рукописей.
Д. Г. Вороновский — автор ряда статей о творческом наследии средневековых учёных-мыслителей Востока («Канон медицины Ибн Сины», «Астрономы Средней Азии от Мухаммада ал-Хваразми до Улугбека и его школы» и другие), а также раздела в сборнике «Востоковедные фонды крупнейших библиотек Советского Союза» — «Собрание восточных рукописей АН УзССР», статьи «Рукописи „Кунийат ал-мунийа“» в собрании АН РУз и других. Под его редакцией вышел в свет ценнейший источник по истории Средней Азии «Мукимханская история» (перевод А. А. Семёнова). Д. Г. Вороновский был участником XXV Международного конгресса востоковедов (Москва 1960 год).